# 重庆富民银行
重慶富民銀行股份有限公司（簡稱：重慶富民銀行）由重慶市多家民營企業發起，是中華人民共和國境內第六家正式獲批開業的民營銀行，也是中國中西部地區成立的首家民營銀行。

## 曆史沿革
- 2016年5月3日，中國銀監會批准籌建重慶富民銀行股份有限公司[2]。
- 2016年8月16日，中國銀監會重慶銀監局批准重慶富民銀行成立，注冊資本爲30億元人民幣[3]。

## 業務發展
重慶富民銀行以服務小微企業、創新創業、金融弱勢群體爲主。

### 第三方平台資金存管
根據官方網站顯示，已有64家P2P金融機構與該行簽訂資金托管協議。

## 外部連結
- 重慶富民銀行官方網站 （页面存档备份，存于）（简体中文）